# Маратиеви
Маратиеви (Marattiaceae) е единственото живо семейство от разред Marattiales. То включва папратовидни растения, обособили се сравнително рано от останалите папрати и разпространени в тропичните области. Повечето имат масивни корени и големи листа. Например при род Angiopteris, разпространен в Австралазия, Океания и Мадагаскар, те могат да достигнат дължина 7,5 m.

## Родове
- Angiopteris
- Christensenia
- Danaea
- Marattia